# Frumencio Escudero Arenas
Frumen o Frumencio Escudero Arenas (Celada del Camino, 27 de octubre de 1947) es un eclesiástico y misionero católico español. Fue vicario apostólico de Puyo, entre 1992 y 1998.

## Biografía
Frumen o Frumencio nació el 27 de octubre de 1947, en la localidad española de Celada del Camino, Burgos. En mayo de 2019, su madre fallecía.
Ingresó en el Seminario Diocesano de Burgos, donde cursó hasta 2.º de Teología. Luego cursó estudios en Roma, culminando estudios en Filosofía y Psicología, en la Universidad Complutense de Madrid.

### Vida religiosa
Empezó una “aventura de búsqueda”, compartiendo con los Hermanitos de Jesús, en España, Francia y Bélgica. En 1978, viajó a Ecuador como misionero laico.
Su ordenación sacerdotal fue el 15 de agosto de 1985, incardinándose en el vicariato apostólico de Puyo, siendo el primer sacerdote propio del vicariato.
Fue nombrado director de Radio Puyo el 1 de noviembre de 1988. Llegó a ser provicario hasta su nombramiento.

### Episcopado
El 6 de octubre de 1992, el papa Juan Pablo II lo nombró obispo titular de Cincari y vicario apostólico de Puyo. Fue consagrado el 29 de noviembre del mismo año, en la Catedral de Puyo; a manos del cardenal Antonio González Zumárraga. Tomó posesión canónica el mismo día de su ordenación.
Trabajó para que el colegio “San Vicente Ferrer”, se transformara en Instituto Técnico Superior el 9 de junio de 1993.
También fue promotor de la creación del Centro Misionero Nacional (CEMINA), en la iglesia ecuatoriana, para la formación en la dimensión misionera, siendo esta oficialmente reconocida el 8 de septiembre de 1995.
En 1996, solicitó formalmente a la Monasterio de San Isidro de Dueñas en nombre de la Conferencia Episcopal Ecuatoriana, la fundación de un monasterio trapense en el Ecuador, el cual sería fundado el 14 de mayo de 1997, con el nombre de Santa María del Paraíso, en el cantón Salcedo.
Fue impulsor de la construcción del Seminario Misionero de Puyo, siendo este inaugurado y bendecido el 29 de noviembre de 1996, con sede en Quito.

#### Renuncia
El 25 de julio de 1998, el papa Juan Pablo II aceptó su renuncia, como vicario apostólico de Puyo; fue elegido el provicario Francisco Montaluisa, como administrador diocesano. Desde entonces, trabaja en Lima ayudando a los más desfavorecidos, trabajando en un hospital como auxiliar de enfermería.  En una entrevista con Vida Nueva, argumentó que: "Lo cierto es que los más pobres me “empujaron” a presentar la renuncia".

## Libros publicados
- Historia tras las piedras (2012).[12]
- En la escuela del Hermano Carlos de Foucauld (Grafimag, 2013).
- Confesión de fe (ACC, 2015).
- Creer (Grafimag S.R.L., 2018).